# Peace Point 222
Peace Point 222 est une réserve indienne de la Première Nation crie de Mikisew située en Alberta au Canada. Peace Point est également une communauté non incorporée.

## Géographie
Peace Point 222 est située dans le parc national Wood Buffalo à Peace Point en Alberta. La réserve couvre une superficie de 518 hectares.